# Rennklausel
Die Rennklausel ist ein Begriff aus dem Versicherungsrecht. Damit werden im Bereich der Autoversicherung Leistungssausschlüsse durch das Versicherungsunternehmen geregelt, wenn der Versicherte an Rennveranstaltung teilnimmt, bei der es auf die Erzielung einer Höchstgeschwindigkeit ankommt.
In der Vergangenheit gab es verschiedene Gerichtsurteile bezüglich der Rennklausel und ihrer Auslegung. So wurden etwa Versicherer verurteilt, Schäden bei Veranstaltungen, bei denen sog. Gleichmäßigkeitsprüfungen (d. h., es ging darum, möglichst gleichmäßige Zeiten zu fahren) durchgeführt wurden, zu übernehmen. In der Folge hat der Gesamtverband der Deutschen Versicherungswirtschaft (GDV) reagiert und in seinen Musterbedingungen neue Rennklauseln eingeführt, die Ausnahmen vom Versicherungsschutz auf jegliche Fahrten auf Motorsport-Rennstrecken mit Ausnahme von Fahrsicherheitstrainings ausdehnten.